# فرانتس ساتلر
فرانتس ساتلر (انگلیسی: Franz Sattler؛ زادهٔ ۱۹۱۱) بازیکن فوتبال است.
از باشگاه‌هایی که در آن بازی کرده‌است می‌توان به باشگاه فوتبال بازل اشاره کرد.